# Districtszetel
Een (rechtstreekse) districtszetel verwijst naar het directe mandaat dat wordt toegekend aan een partij en/of politicus op basis van de verkiezingsuitslag in een specifiek geografisch gebied, ook wel een kiesdistrict genoemd. Dit concept komt voor in landen met een districtenstelsel waarin het electoraat wordt verdeeld in territoriale kiesdistricten. 

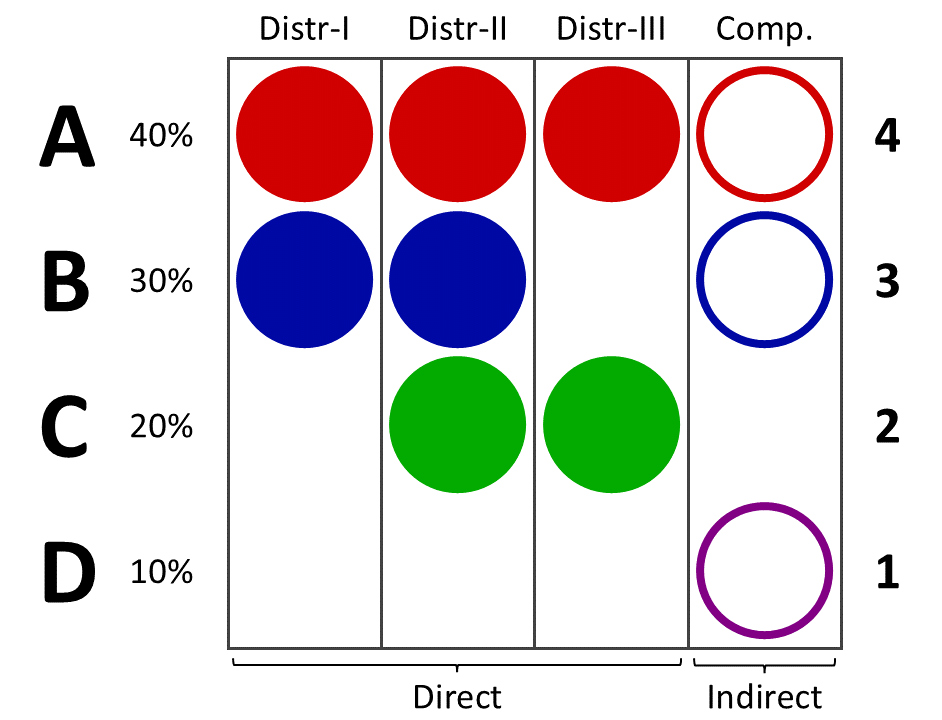
In dit fictieve voorbeeld worden er 7 directe districtszetels verdeeld en 3 indirecte vereffeningszetels aan vier partijen binnen drie kiesdistricten.

De directe toewijzing van districtszetels kan in contrast gebracht met de indirecte toewijzing van vereffeningszetels of met landelijke partij- of lijstzetels in gemengd evenredige kiesstelsels. Deze zetels worden daar verdeeld als compensatie op basis van de landelijke verkiezingsuitslag om de nationale zetel-stemverhouding te waarborgen. De dubbelevenredige zetelverdeling maakt van elke zetel een directe districtszetel en maakt indirecte compensatie overbodig. 

## Kiesstelsels
In landen met evenredige vertegenwoordiging worden er per kiesdistrict meerdere directe districtszetels verdeeld over de partijen en/of kandidaten met de meeste stemmen. In landen met een meerderheidsstelsel is er doorgaans per kiesdistrict één directe districtszetel te verdelen die naar de partij en/of politicus met de meeste stemmen gaat. 

### Meerderheidsstelsels
Een directe districtszetel (vergelijkbaar met het Duitse Direktmandat) wordt verkregen door de kandidaat en/of partij die in een specifiek kiesdistrict de meeste stemmen haalt. In dit systeem hebben individuele districten vaak één afgevaardigde, en wordt de zetel simpelweg toegewezen aan de kandidaat met een relatieve of absolute meerderheid van de stemmen. Dit model wordt vaak geassocieerd met meerderheidsstelsels, zoals het first-past-the-post-systeem, dat onder andere gebruikt wordt in het Verenigd Koninkrijk en de Verenigde Staten.
In meerderheidsstelsels wordt meestal een eenvoudig model gehanteerd waarin de winnaar van een district alle stemmen voor dat district vertegenwoordigt. Dit zorgt voor een direct verband tussen het district en zijn vertegenwoordiger, maar binnen een district kan een groot aantal kiezers zich ongehoord voelen. Hun stemmen gaan immers verloren als ze niet op de winnende kandidaat of partij hebben gestemd. Hierdoor worden minderheden of kleinere partijen vaak ondervertegenwoordigd, zelfs in districten waar zij een aanzienlijk deel van de stemmen hebben behaald. Dit versterkt het probleem van disproportionaliteit, zowel lokaal als landelijk.

### Evenredige vertegenwoordiging

In Denemarken worden 135 directe districtszetels vergeven in 10 kiesdistricten en 4 in de twee Noord-Atlantische kiesdistricten. Daarnaast worden er nog 40 indirecte vereffeningszetels gebruikt.

In kiesstelsels met een evenredige vertegenwoordiging wordt er vaak een systeem van vereffeningszetels toegevoegd om te compenseren voor de mogelijke onevenwichtigheid van een puur districtenstelsel. Hierbij worden na de directe toewijzing van districtszetels extra zetels toegewezen op basis van het totale aantal stemmen op nationaal of federaal niveau. Dit is bedoeld om de zetelverdeling in het parlement meer in lijn te brengen met de stemverdeling over het gehele land.
Scandinavische landen zoals Zweden, Noorwegen en Denemarken hanteren een dergelijk systeem, waarbij een deel van de zetels rechtstreeks wordt gekozen in meervoudige kiesdistricten en de rest wordt verdeeld als vereffeningszetels om een proportionele verdeling te waarborgen. In deze landen zorgt dit ervoor dat, zelfs als een partij in een kiesdistrict niet genoeg stemmen behaalt, ze via de vereffeningszetels alsnog vertegenwoordigd worden in het parlement als ze nationaal gezien een aanzienlijk deel van de stemmen heeft verkregen.

## Gerangschikt stemmen
In sommige kiessystemen met directe districtszetels, zoals in Ierland, wordt gebruikgemaakt van gerangschikt stemmen, vaak via het systeem van de enkelvoudige overdraagbare stem (Single Transferable Vote of STV). Bij dit systeem rangschikken kiezers de kandidaten op volgorde van voorkeur. Als geen enkele kandidaat het quotum behaalt, worden de stemmen van de minst populaire kandidaten herverdeeld op basis van de volgende voorkeuren van hun kiezers. Dit proces gaat door totdat een kandidaat de vereiste meerderheid haalt. Dit systeem zorgt voor een meer proportionele verdeling van directe districtszetels en maakt het mogelijk dat stemmen niet verloren gaan, omdat kiezers ook kunnen bijdragen via hun tweede of derde keus, wat de representativiteit binnen een kiesdistrict vergroot.

## Voorbeelden
- Duitsland: In het Duitse gemengde kiesstelsel (ook wel personalisierte Verhältniswahl genoemd) worden de helft van de zetels rechtstreeks verkozen via directe districtszetels (Direktmandate), terwijl de andere helft via een landelijk proportioneel systeem wordt toegewezen om de zetelverdeling in lijn te brengen met het totale aantal stemmen per partij.
- Verenigd Koninkrijk: In het Britse systeem worden alle parlementszetels toegekend via een first-past-the-post-meerderheidsstelsel, waarin alleen de kandidaat met de meeste stemmen in elk district een zetel krijgt.
- Scandinavië: In Zweden en Noorwegen worden districtszetels gebruikt in combinatie met vereffeningszetels. De directe zetels gaan naar de kandidaten met de meeste stemmen in de districten, maar vervolgens worden vereffeningszetels toegewezen om het nationale resultaat evenwichtiger te maken.
- Verenigde Staten: In verschillende Amerikaanse staten zoals Maine en Alaska wordt een systeem van preferentiestemmen gebruikt bij enkelvoudige kiesdistricten. Dit wordt Ranked Choice Voting genoemd wat in de kern lijkt op de enkelvoudige overdraagbare stem met als verschil dat een absolute meerderheid noodzakelijk is om de directe districtszetel te winnen.

## Voordelen en nadelen
Het concept van een districtszetel is een hoeksteen van vele kiesstelsels over de hele wereld, met name in landen die een sterke regionale of geografische vertegenwoordiging in hun parlement willen waarborgen. Een systeem met één of meerdere directe districtszetels heeft als voordeel dat het een duidelijke band creëert tussen de vertegenwoordiger(s) en het kiesdistrict. Kiezers kunnen een directe keuze maken voor een persoon of partij die hun specifieke regio vertegenwoordigt. De band tussen kiezer en gekozene wordt kleiner naarmate kiesdistricten groter worden.
Het gebruik van districtszetels kan echter de evenredigheid van de verkiezingsuitslag verminderen. Om dit te compenseren, voegen veel landen een proportioneel element toe in de vorm van vereffeningszetels. Daarnaast wordt de methode van dubbelevenredige zetelverdeling gebruikt binnen Zwitserse kantons. Dit zorgt ervoor dat de verhoudingen in het parlement zowel regionaal als nationaal evenredig zijn.